# Generation Iron
Generation Iron (deutsch Generation Eisen) ist ein US-amerikanischer Dokumentarfilm des Regisseurs Vlad Yudin aus dem Jahr 2013. Die Dokumentation begleitet Profibodybuilder, u. a. Phil Heath und Kai Greene, bei ihrer Vorbereitung und dem anschließenden Wettkampf bei Mr. Olympia 2012 in Las Vegas. Als Erzähler fungiert Mickey Rourke. In die Kinos kam Generation Iron am 20. September 2013; DVD und Bluray wurden am 4. April 2014 veröffentlicht.

## Handlung

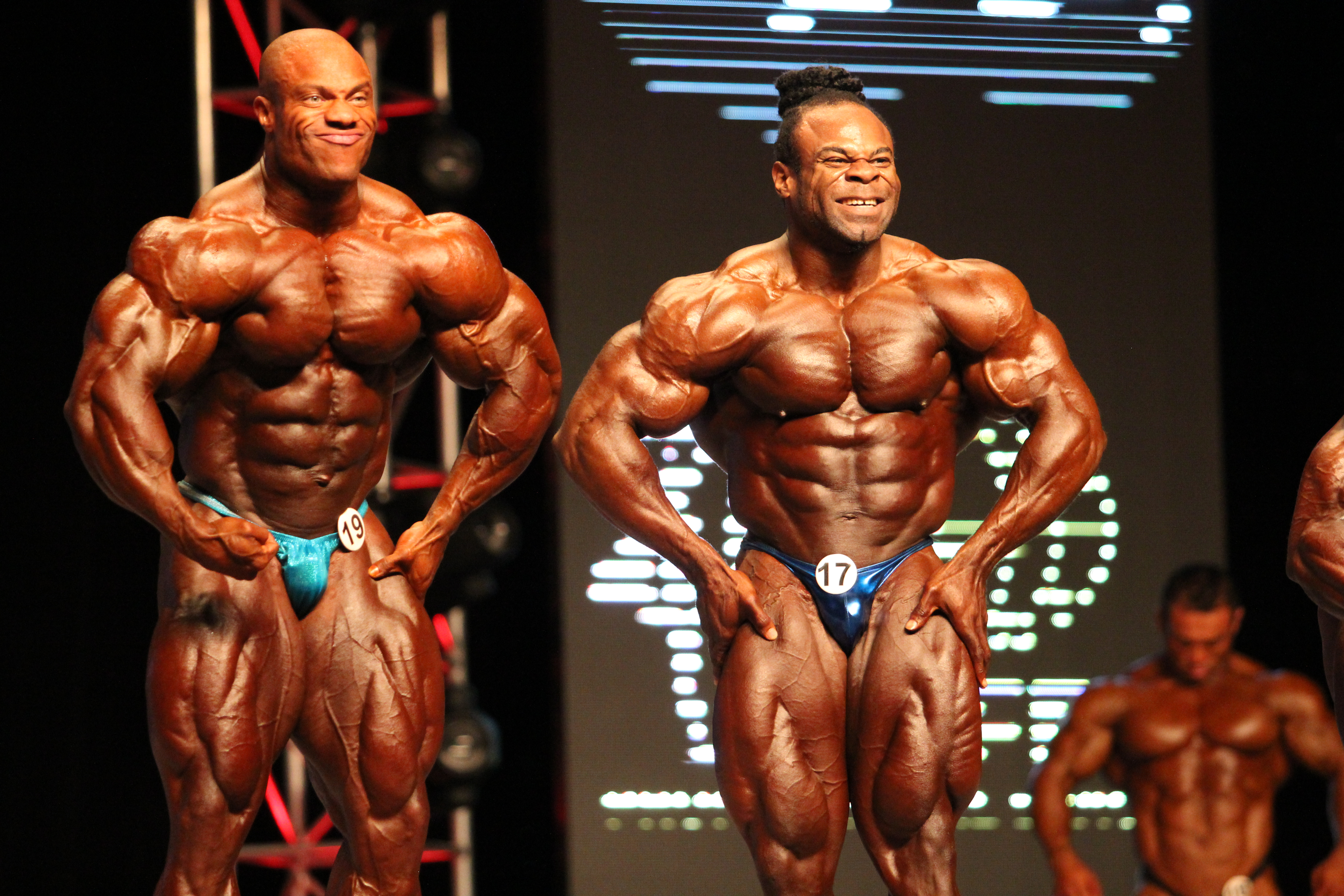
Phil Heath (links) und Kai Greene bei Mr. Olympia 2012 in Las Vegas

Generation Iron stellt die Profibodybuilder Phil Heath, Kai Greene, Dennis Wolf, Branch Warren, Roelly Winklaar, Hidetada Yamagishi, Ben Pakulski und Victor Martinez sowie deren Trainer oder Trainingspartner vor. Die Dokumentation zeigt die Vorbereitungen der Sportler für den Mr. Olympia 2012, ihre unterschiedlichen Trainingsansätze sowie ihre Trainingsorte und kurze Ausschnitte aus ihrem Training. Gefilmt wurde auch die Freizeitgestaltung, etwa Kai Greene beim Malen oder Branch Warren beim Reiten sowie Szenen des Alltags. Während Victor Martinez die Vorbereitungen abbrach und nur als Zuschauer nach Las Vegas fahren konnte, wird gezeigt, wie sich Roelly Winklaar erst qualifizieren musste. Im ersten Wettkampf konnte er sich nicht qualifizieren. Seine Qualifizierung konnte er sich mit dem Sieg beim 2012 IFBB Nordic Pro in Lahti, Finnland holen.
Im zweiten Teil der Dokumentation werden die Protagonisten in Las Vegas beim Mr.-Olympia-Wochenende vom 28. bis 30. September 2012 gezeigt, u. a. bei der Pressekonferenz, dem Pre-Judging und Einzelposing sowie der Siegerehrung. Phil Heath konnte den Titel verteidigen, Kai Greene wurde nur knapp geschlagen Zweiter. Branch Warren wurde 5., einen Platz vor dem sechstplatzierten Dennis Wolf. Roelly Winklaar, Hidetada Yamagishi und Ben Pakulski erreichten nicht die Top Ten.
Arnold Schwarzenegger, Lou Ferrigno und Mike Katz, die Protagonisten des Doku-Dramas Pumping Iron, haben in Generation Iron kurze Auftritte bzw. werden interviewt. Kurze Szenen haben auch Busta Rhymes, Ronnie Coleman und Michael Jai White. Im Abspann gedenken die Filmemacher dem ein halbes Jahr vor Veröffentlichung des Filmes verstorbenen Joe Weider sowie dessen Bruder Ben Weider, der bereits 2008 verstarb.

## Rezeption
Der Film kam in den USA am 20. September 2013 in die Kinos und spielte am ersten Wochenende 245.000 US$ ein. Insgesamt betrug das Einspielergebnis weltweit 849.521 US$. Beim Nevada International Film Festival 2013 wurde Generation Iron mit dem Platinum Reel Award in der Kategorie Dokumentation ausgezeichnet. Im Rahmen der Accolade Competition vom November 2013 erhielt der Film den Award of Excellence für die beste Dokumentation und Mickey Rourke den Award of Merit für den Hintergrundkommentar. Die Bodybuildingzeitschrift Flex verlieh Vlad Yudin im Jahr 2013 den Steve Stone Vanguard Award.
Generation Iron erhielt gemischte Kritiken in der Presse. So kritisierte Nicole Herrington in der New York Times die teilweise fehlende Dynamik und dass der Film etwa 20 Minuten zu lang sei; außerdem vermisse der Film im Vergleich zu Pumping Iron eine wachsende Spannung. In der Washington Post würdigte Sean O’Connell hingegen den wertvollen Einblick in die kleine Community der Profibodybuilder, den die Dokumentation dem Zuschauer anbietet. Justin Lowe befand für den Hollywood Reporter, dass Vlad Yudin eindeutig eine Sportdokumentation erschaffen habe, obwohl Yudin ein quasi-Sequel bzw. Remake zum Doku-Drama Pumping Iron drehen wollte.